# محسن طاهری (نماینده)
محسن طاهری از سیاستمداران ایرانی بود، که در دوره‌های  شانزدهم و  بیستم بعنوان نماینده مشهد در مجلس شورای ملی حضور داشت.